# Zygocera annulata
Zygocera annulata là một loài bọ cánh cứng trong họ Cerambycidae.